# Rhene tricolor
Rhene tricolor är en spindelart som beskrevs av Karsch 1878. Rhene tricolor ingår i släktet Rhene och familjen hoppspindlar. Inga underarter finns listade i Catalogue of Life.